# Фурнье, Франк
Франк Фурнье (фр. Frank Fournier, род.        18 октября 1948, Сен-Север, Франция) — фотожурналист. Лауреат премии «Фото 1985 года» по версии «World Press Photo».
Родился 18 октября 1948 года в семье хирурга. Четыре года изучал медицину, прежде чем стать фотографом в 1975 году в Нью-Йорке.
Карьеру журналиста начал в «Contact Press Images» в 1977 году.
В ноябре 1985 года приехал в город Армеро (Колумбия), разрушенный в результате схода селя, вызванного извержением вулкана Невадо-дель-Руис, где сфотографировал последние часы жизни Омайры Санчес. Его работа была опубликована в «Paris Match». Несмотря на критику,  фотография, названная «Агония Омайры», получила признание, и в 1986 году за неё Фурнье получил премию World Press Photo.
Фурнье является гуманистом. Среди его работ — больные СПИДом в Румынии, жертвы изнасилования в Сараево во время гражданской войны в Боснии и геноцида в Руанде, фотографии разрушения Всемирного торгового центра 11 сентября 2001 года. Проживает в Нью-Йорке, США.